# Premios Inter
Los Premio Inter son un reconocimiento realizado y producido por la empresa Inter a lo mejor de la industria de la televisión venezolana nacional y regional. 
Este galardón reconoce el talento y el trabajo que desempeñan a diario, es un homenaje a los profesionales que laboran para llevar entretenimiento e información a los hogares venezolanos.

## Emisión
El 28 de abril de 2011 fue la primera entrega de dichos premios, llevados a cabo desde la Quinta Esmeralda de caracas, aunque sin ser emitido en algún reconocido canal. 
Ya para 2012 se emitió la segunda gala por Canal Plus, y la tercera en 2013 por Venevisión Plus. En 2014 no se llegó a realizar.

## Categorías
Las categorías se dividen en Información/Opinión, Dramáticos (Telenovelas), Variedades, Imagen y Deporte para canales regionales y nacionales de Venezuela, y solo una categoría especial para "Producción Nacional de Televisión por Suscripción" en canal internacional.

## Entregas
Anexo:Premios Inter 2013